# Cestonionerva petiolata
Cestonionerva petiolata är en tvåvingeart som först beskrevs av Villeneuve 1910.  Cestonionerva petiolata ingår i släktet Cestonionerva och familjen parasitflugor. Inga underarter finns listade i Catalogue of Life.